# Руері Макконвілл
Руері Макко́нвілл (англ. Ruairi McConville; нар. 1 травня 2005) — північноірландський футболіст, захисник англійського клубу «Норвіч Сіті» та збірної Північної Ірландії.

## Клубна кар'єра

### «Брайтон енд Гоув Альбіон»
Виступав за юнацьку команду «Лінфілда», а в липні 2021 року приєднався до академії англійського клубу «Брайтон енд Гоув Альбіон». 29 грудня 2022 року підписав з клубом професіональний контракт, що розрахований до червня 2025 року. 11 січня 2025 року дебютував в основному складі «Брайтона» в матчі Кубка Англії проти «Норвіч Сіті», вийшовши на заміну Адаму Вебстеру.

### «Норвіч Сіті»
3 лютого 2025 року перейшов в клуб Чемпіоншипу «Норвіч Сіті», підписавши п'ятирічний контракт. 22 лютого дебютував за нову команду в матчі Чемпіоншипу проти «Сток Сіті», замінивши Борху Сайнса.

## Кар'єра в збірній
Виступав за збірні Північної Ірландії до 17, до 18, до 19 і до 21 року.
5 листопада 2024 року вперше викликаний до збірної Північної Ірландії головним тренером Майклом О'Ніллом для участі в матчах Ліги націй УЄФА проти збірних Білорусі та Люксембургу. 15 листопада в поєдинку проти Білорусі дебютував за збірну Північної Ірландії, вийшовши на заміну.

## Статистика виступів

### Клубна статистика
Станом на 3 травня 2025
| Клуб                     | Сезон             | Чемпіонат         | Чемпіонат | Чемпіонат | Кубок | Кубок | Кубок ліги | Кубок ліги | Інші  | Інші | Всього | Всього |
| Клуб                     | Сезон             | Дивізіон          | Матчі     | Голи      | Матчі | Голи  | Матчі      | Голи       | Матчі | Голи | Матчі  | Голи   |
| ------------------------ | ----------------- | ----------------- | --------- | --------- | ----- | ----- | ---------- | ---------- | ----- | ---- | ------ | ------ |
| Брайтон енд Гоув Альбіон | 2024–25           | Прем'єр-ліга      | 0         | 0         | 1     | 0     | 0          | 0          | 0     | 0    | 1      | 0      |
| Норвіч Сіті              | 2024–25           | Чемпіоншип        | 8         | 0         | 0     | 0     | 0          | 0          | 0     | 0    | 8      | 0      |
| Всього за кар'єру        | Всього за кар'єру | Всього за кар'єру | 9         | 0         | 1     | 0     | 0          | 0          | 0     | 0    | 9      | 0      |

### Міжнародна статистика
Станом на 7 червня 2025 
| Збірна            | Сезон             | Товариські | Товариські | Офіційні | Офіційні | Всього | Всього |
| Збірна            | Сезон             | Матчі      | Голи       | Матчі    | Голи     | Матчі  | Голи   |
| ----------------- | ----------------- | ---------- | ---------- | -------- | -------- | ------ | ------ |
| Північна Ірландія |                   |            |            |          |          |        |        |
| 2024              | 0                 | 0          | 2          | 0        | 2        | 0      |        |
| 2025              | 2                 | 0          | 0          | 0        | 2        | 0      |        |
| Всього за кар'єру | Всього за кар'єру | 2          | 0          | 2        | 0        | 4      | 0      |

### Матчі за збірну
Станом на 7 червня 2025 
| Матчі Руері Макконвілла за збірну Північної Ірландії | Матчі Руері Макконвілла за збірну Північної Ірландії | Матчі Руері Макконвілла за збірну Північної Ірландії | Матчі Руері Макконвілла за збірну Північної Ірландії | Матчі Руері Макконвілла за збірну Північної Ірландії | Матчі Руері Макконвілла за збірну Північної Ірландії | Матчі Руері Макконвілла за збірну Північної Ірландії | Матчі Руері Макконвілла за збірну Північної Ірландії |
| №                                                    | Дата                                                 | Суперник                                             | Рахунок                                              | Голи                                                 | Картки                                               | Хвилини                                              | Змагання                                             |
| ---------------------------------------------------- | ---------------------------------------------------- | ---------------------------------------------------- | ---------------------------------------------------- | ---------------------------------------------------- | ---------------------------------------------------- | ---------------------------------------------------- | ---------------------------------------------------- |
| 1                                                    | 15 листопада 2024                                    | Білорусь                                             | 2–0                                                  |                                                      |                                                      | 4'                                                   | Ліга націй УЄФА 2024–25 (C)                          |
| 2                                                    | 18 листопада 2024                                    | Люксембург                                           | 2–2                                                  |                                                      |                                                      | 90'                                                  | Ліга націй УЄФА 2024–25 (C)                          |
| 3                                                    | 25 березня 2025                                      | Швеція                                               | 1–5                                                  |                                                      |                                                      | 90'                                                  | Товариський матч                                     |
| 4                                                    | 7 червня 2025                                        | Данія                                                | 1–2                                                  |                                                      |                                                      | 90'                                                  | Товариський матч                                     |

Всього: 4 матчі / 0 голів; 1 перемога, 1 нічия, 2 поразки.